# Гришин, Александр Сергеевич (Герой Советского Союза)
Александр Сергеевич Гришин (28 июля 1920, Стемасс, Симбирская губерния — 4 июня 1970, Куйбышев) — участник Великой Отечественной войны, командир отделения автоматчиков 196-го гвардейского стрелкового полка 67-й гвардейской стрелковой дивизии 6-й гвардейской армии 1-го Прибалтийского фронта, гвардии старший сержант. Герой Советского Союза.

## Биография
Родился 28 июля 1920 года в с. Стемасс (ныне Вешкаймского района Ульяновской области) в семье крестьянина. Русский.
Учился во Стемасской семилетней школе.
В Красной Армии с 1940 года. Участник Великой Отечественной войны — с октября 1942. Член ВКП(б)/КПСС с 1944 года. Воевал на Воронежском, 1-м Прибалтийском и Ленинградском фронтах.
Отделение автоматчиков 196-го гвардейского стрелкового полка, возглавляемое гвардии старшим сержантом Александром Гришиным, отличилось в боях по освобождению Витебской области. 23 июня 1944 года в бою за деревню Сиротино (Шумилинский район), внезапно атаковав противника с тыла, отделение способствовало освобождению деревни. 24 июня под огнём врага на подручных средствах воины переправились через р. Западная Двина в районе деревни Дворище (Бешенковичский район) и, уничтожив огневые точки гитлеровцев, обеспечили переправу других подразделений.
После войны Гришин продолжал службу в армии. В 1945 окончил курсы младших лейтенантов. С 1946 года младший лейтенант А. С. Гришин — в запасе. Работал председателем колхоза, агрономом, затем — на комбикормовом комбинате в Куйбышеве).
Умер в Куйбышеве 4 июня 1970 года.

## Память
На доме проживания по адресу проспект Кирова 190 установлена памятная мемориальная доска.

## Награды
- Звание Героя Советского Союза присвоено 22 июля 1944 года.
- Награждён орденом Ленина, орденами Славы 2 и 3 степеней, а также медалями.